# Gioielli (miniserie televisiva)
Gioielli (Jewels) è una miniserie televisiva in due puntate del 1992 diretta da Roger Young e tratta dal romanzo omonimo scritto nello stesso anno da Danielle Steel.

## Trama
Sarah Thompson, turista americana in Inghilterra, incontra e sposa William Whitfield, duca di Whitfield, andando poi ad abitare in un castello in Francia. Dopo la seconda guerra mondiale la coppia decide di aiutare i sopravvissuti alla guerra comprando i loro gioielli e alla fine apre una gioielleria di successo. Ma le giovani generazioni minano la felicità della famiglia e del negozio.